# Craugastor chingopetaca
Espèce
Statut de conservation UICN

 VU  : Vulnérable
Craugastor chingopetaca est une espèce d'amphibiens de la famille des Craugastoridae.

## Répartition
Cette espèce est endémique du département du Río San Juan au Nicaragua. Elle se rencontre à 40 m d'altitude dans le río San Juan à Chingo Petaca.

## Description
La femelle holotype mesure 37,6 mm.

## Étymologie
Son nom d'espèce lui a été donné en référence au lieu de sa découverte, Chingo Petaca.

## Publication originale
- Köhler et Sunyer, 2006 : A new species of rain frog (genus Craugastor) of the fitzingeri group from Rio San Juan, southeastern Nicaragua (Amphibia, Anura, Leptodactylidae). Senckenbergiana Biologica, vol. 86, no 2, p. 261-266.